# Ploso (Jumapolo)
Ploso is een bestuurslaag in het regentschap Karanganyar van de provincie Midden-Java, Indonesië. Ploso telt 2074 inwoners (volkstelling 2010).